# Híerax (filòsof)
Híerax  (grec antic: Ἱέραξ) fou un escriptor de l'antiga Grècia d'època i lloc d'origen desconeguts, que va escriure una obra titulada Περὶ δικαιοσύνης, la qual és esmentada a la Ἰωνιά d'Arseni de Monembàsia o Arseni Apostoli.